# Los Amores
Los Amores es un pueblo del departamento Vera, provincia de Santa Fe, Argentina. Ubicado sobre la ruta provincial 3, dista 411 km al norte de la capital de la provincia, y unos 70 km de la ruta nacional 11. La localidad se encuentra próxima al límite con la provincia del Chaco.

## Santa Patrona
- Ntra. Sra. de Itatí; festividad: 16 de julio
- Se celebra la llamada "fiesta del pueblo" en honor a esta virgen. Los eventos duran 3 días, comienza un viernes y se alarga hasta el domingo bien entrada la madrugada. Durante estos tres días, se disfruta de comidas y danzas tradicionales, bailes de pueblo y festejos a lo grande.

## Creación de la Comuna
- 1 de julio de 1914

## La Forestal y la escrituración de tierras
- El gobierno provincial entregó escrituras de los terrenos de numerosas familias, propiedades resabio de la penosa historia de la empresa La Forestal.

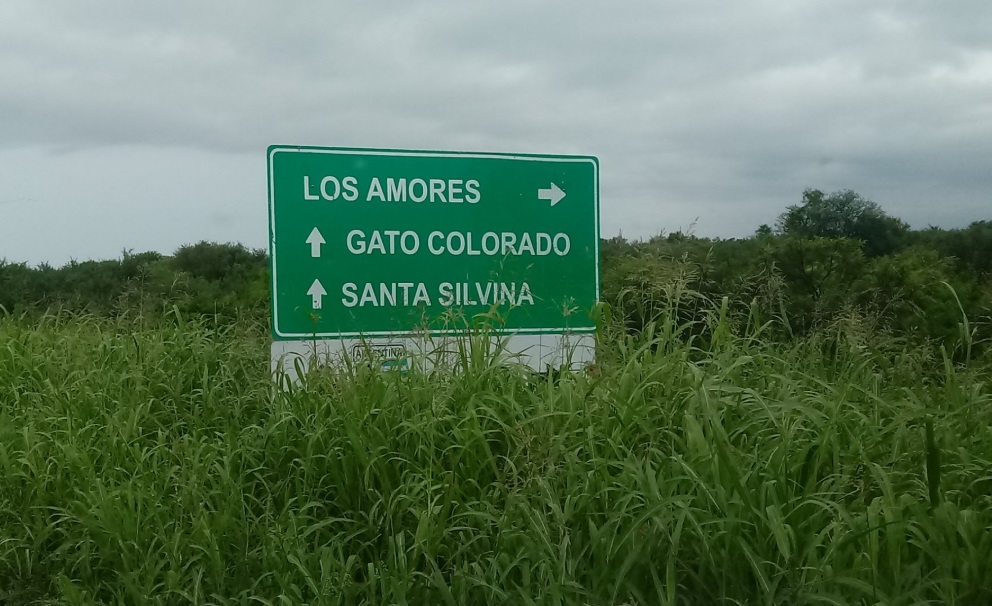
Señal indicatoria del camino de tierra, de acceso a la localidad de Los Amores

## Población
Cuenta con 1,206 habitantes (Indec, 2022), lo que representa un descenso frente a los 1,329 habitantes (Indec, 2010) del censo anterior.
| Gráfica de evolución demográfica de Los Amores entre 1991 y 2022 |
|                                                                  |
| Fuente: Censos nacionales del INDEC                              |

## Localidades y Parajes
- Estación Los Amores
- Parajes 
  - Estación La Pilaga
  - La Blanca
  - Yerba Buena

## Toponimia
El pueblo toma su nombre del arroyo de igual nombre que corre en el departamento General Obligado y pasa por la ciudad de Reconquista, en el norte de la provincia de Santa Fe. Se atribuye a una leyenda indígena que sostiene que hubo un duelo a muerte entre dos caciques disputándose un amor.